# Oratoriul de Crăciun (Bach)

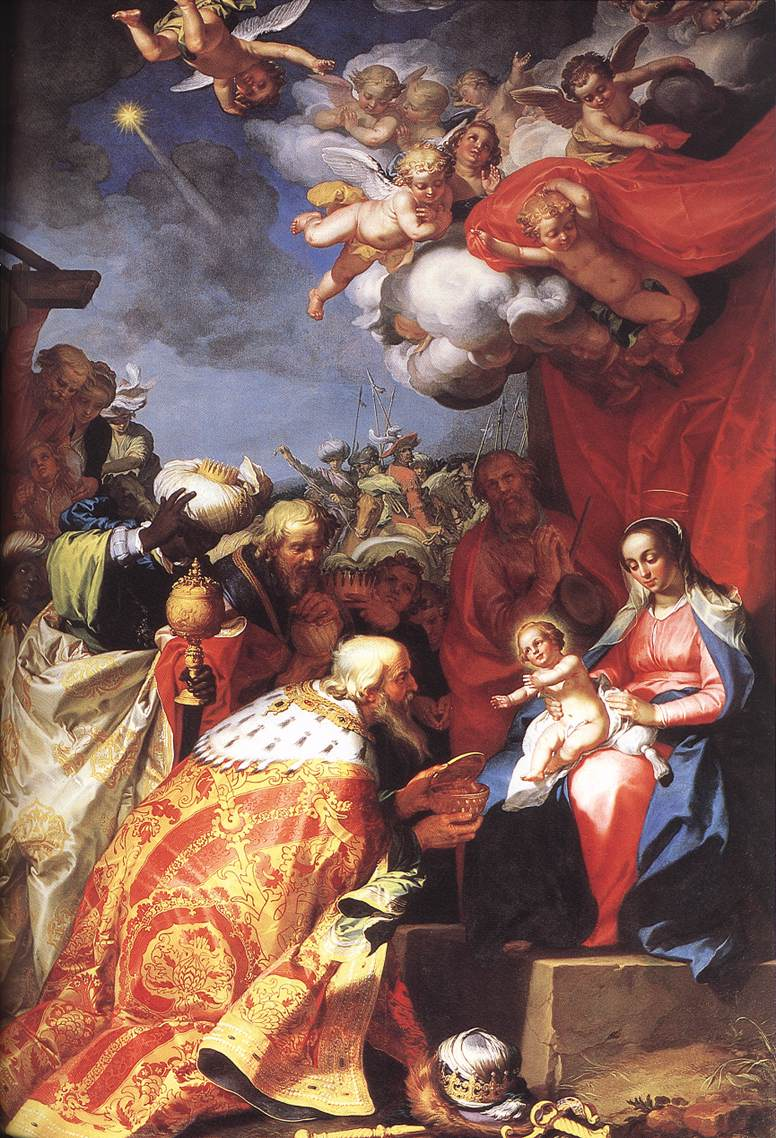
Adorarea Magilor, pictură de Abraham Bloemaert

Oratoriul de Crăciun (Germană: Weihnachtsoratorium), BWV 248, este un oratoriu compus de Johann Sebastian Bach pentru a fi interpretat în biserică pe perioada Crăciunului. A fost compus pentru Crăciunul din 1734 și incorporează muzică din compoziții mai vechi, inclusiv trei cantate seculare compuse în 1733 și 1734 și o cantată de biserică (BWV 248a), acum pierdută. Data este confirmată de Bach în manuscris. În afară de 1734, lucrarea nu a mai fost interpretată până în 1857 când a fost interpretată de Sing-Akademie zu Berlin sub bagheta lui Eduard Grell. Oratoriul de Crăciun este un exemplu sofisticat de parodie muzicală. Autorul textului este necunoscut, deși un colaborator frecvent al lui Bach pentru oratoriile sale era Christian Friedrich Henrici (Picander).
Lucrarea aparține unui grup de trei oratorii compuse spre sfârșitul carierei lui Bach în 1734 și 1735 pentru sărbători importante, celelalte două fiind Oratoriul de Înălțare (BWV 11) și Oratoriul de Paști (BWV 249). Toate sunt parodii ale unor compoziții mai vechi, deși Oratoriul de Crăciun este de departe cea mai lungă și complexă lucrare.
Oratoriul este structurat în șase părți, fiecare parte fiind compusă pentru interpretare la una din evenimentele importante din perioada Crăciunului. Lucrarea este adesea interpretată integral sau împărțită în două părți egale. Durata totală a lucrării este de aproape trei ore.
Prima parte (pentru Ziua Crăciunului) descrie nașterea lui Iisus, a doua (pentru 26 decembrie) vestirea păstorilor, a treia (27 decembrie) adorarea păstorilor, a patra (pentru Anul Nou) tăierea împrejur a Domnului, a cincea (prima duminică după Anul Nou) călătoria Magilor iar a șasea (Boboteaza) botezul lui Isus in raul Iordan .

## Structura narativă
Structura narativă a lucrării este definită în mare parte de cerințele bisericii pentru calendarul Crăciunului 1734/1735. Bach a abandonat practica sa uzuală să compună cantatele sale bazându-se pe textele Evanghelice care reflectau sărbătoarea calendaristică a zilei respective pentru a obține o structură narativă coerentă. Dacă ar fi urmat calendarul, povestea ar fi fost astfel:
1. Nașterea și Vestirea Păstorilor
2. Adorarea Păstorilor
3. Prolog pentru Evanghelia după Ioan
4. Tăierea împrejur a Domnului
5. Fuga în Egipt
6. Venirea și Adorarea Magilor

Asta ar fi avut ca rezultat fuga Familiei Sfinte înainte de sosirea Magilor, ceea ce ar fi fost nepotrivit pentru un oratoriu compus cu intenția de a fi coerent. Bach a eliminat conținutul celei de-a treia zi de Crăciun (27 decembrie), Evanghelia după Ioan și a împărțit povestea celor două grupuri de vizitatori - păstorii și Magii - în două. Astfel, a rezultat o expunere mult mai coerentă a poveștii Crăciunului:
1. Nașterea
2. Vestirea Păstorilor
3. Adorarea Păstorilor
4. Tăierea împrejur a Domnului
5. Călătoria Magilor
6. Venerarea Magilor

Fuga în Egipt are loc după sfârșitul celei de-a șasea părți.

## Interpretare
Oratoriul a fost compus pentru a fi interpretat în cele șase zile de sărbătoare din sezonul de Crăciun 1734/1735. Partitura originală conține indicații și cu privire la când să fie interpretată fiecare parte. A fost compusă pentru a fi interpretată în cele două biserici importante din Leipzig: Biserica Sfântul Toma și Biserica Sfântul Nicolae. După cum poate fi observat, lucrarea a fost interpretată integral doar în Biserica Sfântul Nicolae:
- 25 decembrie 1734: Prima parte - dimineața devreme la Sfântul Nicolae; după-amiaza la Sfântul Toma
- 26 decembrie 1734: Partea a doua - dimineața la Sfântul Toma, după-amiaza la Sfântul Nicolae
- 27 decembrie 1734: Partea a treia - dimineața la Sfântul Nicolae
- 1 ianuarie 1735: Partea a patra - dimineața la Sfântul Toma, după-amiaza la Sfântul Nicolae
- 2 ianuarie 1735: Partea a cincea - dimineața la Sfântul Nicolae
- 6 ianuarie 1735: Partea a șasea - dimineața la Sfântul Toma, după-amiaza la Sfântul Nicolae

## Muzica

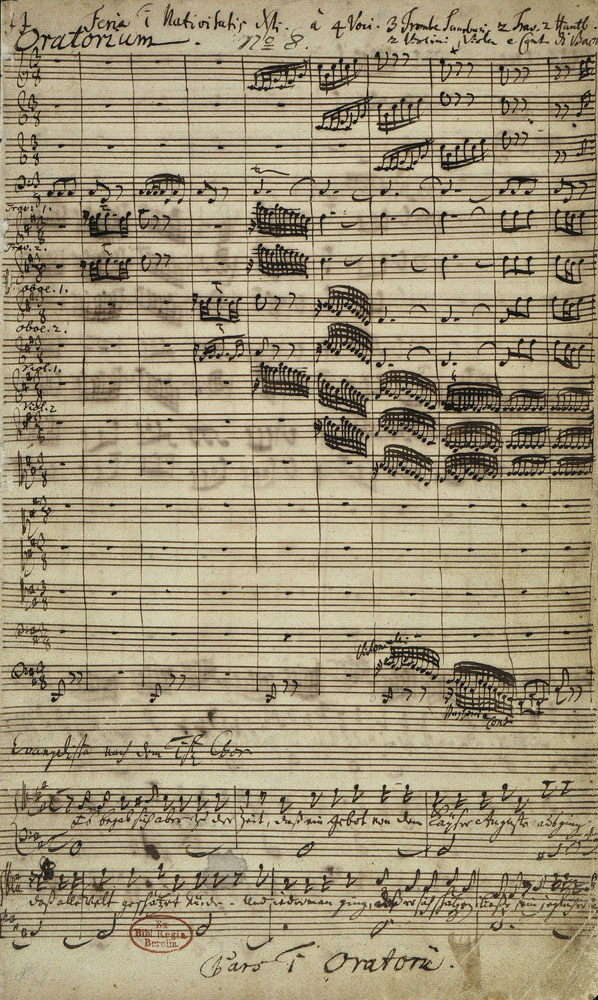
Prima pagină din prima parte a Oratoriului de Crăciun, în manuscrisul lui Bach

Bach exprimă unitatea întregii lucrări prin însăși muzica, parțial prin folosirea tonalităților. Părțile I și III sunt scrise în Re major, partea a doua în gama subdominantă Sol major. Părțile I și III sunt orchestrate similar pentru trompete exuberante, în vreme ce partea a doua pastorală este, prin contrast, orchestrată pentru instrumente de suflat din lemn și nu include un cor de deschidere. Partea a patra este compusă în Fa major (tonalitatea relativă a lui Re minor) și marchează cel mai îndepărtat punct muzical față de introducerea oratoriului, fiind orchestrat pentru corni. Bach începe o călătorie muzicală înapoi spre tonalitatea ce a deschis lucrarea prin tonalitatea dominantă La major a părții a cincea spre o revenire triumfătoare la Re major pentru ultima parte. Pentru a întări această conexiune, între începutul și finalul lucrării, Bach refolosește coralul ce deschide prima parte Wie soll ich dich empfangen? pentru coralul ce încheie lucrarea, Nun seid ihr wohl gerochen. Această melodie corală este aceeași ca a O Haupt voll Blut und Wunden, pe care Bach a folosit-o de cinci ori în lucrarea sa, Patimile după Matei.
Muzica reprezintă o exprimare sofisticată a tehnicii de parodiere, prin care o muzică existentă este adaptată pentru un alt scop. Bach a preluat majoritatea corurilor și ariilor din lucrări care au fost compuse înainte. Mare parte din această muzică era "seculară", adică scrisă pentru omagierea persoanelor regale sau al altor personalități locale importante, nefiind destinate pentru a fi interpretate în biserică.
Aceste cantate seculare care formează baza Oratoriului de Crăciun sunt:
- BWV 213 - Laßt uns sorgen, laßt uns wachen (Hercule la Răscruce)
  - Interpretată pe 5 septembrie 1733 pentru a unsprezecea aniversare a Prințului Frederic Christian al Saxoniei
- BWV 214 - Tönet, ihr Pauken! Erschallet, Trompeten!
  - Interpretată pe 8 decembrie 1733 pentru aniversarea Mariei Josepha, regina Poloniei și electoare de Saxonia
- BWV 215 - Preise dein Glücke, gesegnetes Sachsen
  - Interpretată pe 5 octombrie 1734 pentru încoronarea lui August al III-lea ca rege al Poloniei

Pe lângă aceste surse, s-a crezut că a șasea cantată a fost preluată integral dintr-o sonată de biserică acum pierdută, BWV 248a. Aria trio din partea a cincea Ach, wenn wird die Zeit erscheinen? se crede că a fost preluată dintr-o altă sursă pierdută iar corul din aceeași parte, Wo ist der neugeborne König, este preluat din Patimile după Matei, BWV 247 (1731).

## Instrumentație
Partea I
Trei trompete, timpane, două flaute, două oboe d'amore, două viori, violă și basso continuo
Partea II
Două flaute, două oboe d'amore, două oboe da caccia, două viori, violă și continuo
Partea III
Trei trompete, timpane, două flaute, două oboaie, două oboe d'amore, două viori, violă și continuo
Partea IV
Doi corni, două oboaie, două viori, violă și continuo
Partea V
Două oboe d'amore, două viori, violă și continuo
Partea VI
Trei trompete, timpane, două oboaie, două oboe d'amore, două viori, violă și continuo

## Structură

### Partea I
1. Cor: Jauchzet, frohlocket, auf, preiset die Tage
2. Recitativ (Evanghelist, tenor): Es begab sich aber zu der Zeit
3. Recitativ (Alto): Nun wird mein liebster Bräutigam
4. Aria (Alto): Bereite dich, Zion, mit zärtlichen Trieben
5. Coral: Wie soll ich dich empfangen
6. Recitativ (Evanghelist): Und sie gebar ihren ersten Sohn
7. Coral (Soprană): Er ist auf Erden kommen arm - Recitativ (Bas): Wer will die Liebe recht erhöhn
8. Aria (Bas): Großer Herr und starker König
9. Coral: Ach mein herzliebes Jesulein!

### Partea II
1. Sinfonia
2. Recitativ (Evanghelist): Und es waren Hirten in derselben Gegend
3. Coral: Brich an, o schönes Morgenlicht
4. Recitativ (Evanghelist): Und der Engel sprach zu ihnen - Înger (Soprană): Fürchtet euch nicht
5. Recitativ (Bas): Was Gott dem Abraham verheißen
6. Aria (Tenor): Frohe Hirten, eilt, ach eilet
7. Recitativ (Evanghelist): Und das habt zum Zeichen
8. Coral: Schaut hin! dort liegt im finstern Stall
9. Recitativ (Bas): So geht denn hin!
10. Aria (Alto): Schlafe, mein Liebster, genieße der Ruh'
11. Recitativ (Evanghelist): Und alsobald war da bei dem Engel
12. Cor: Ehre sei Gott in der Höhe
13. Recitativ (Bas): So recht, ihr Engel, jauchzt und singet
14. Coral: Wir singen dir in deinem Heer

### Partea III
1. Cor: Herrscher des Himmels, erhöre das Lallen
2. Recitativ (Evanghelist): Und da die Engel von ihnen gen Himmel fuhren
3. Cor: Lasset uns nun gehen gen Bethlehem
4. Recitativ (Bas): Er hat sein Volk getröst't
5. Coral: Dies hat er alles uns getan
6. Duet (Soprană și Bas): Herr, dein Mitleid, dein Erbarmen
7. Recitativ (Evanghelist): Und sie kamen eilend
8. Aria (Alto): Schließe, mein Herze, dies selige Wunder
9. Recitativ (Alto): Ja, ja! mein Herz soll es bewahren
10. Coral: Ich will dich mit Fleiß bewahren
11. Recitativ (Evanghelist): Und die Hirten kehrten wieder um
12. Coral: Seid froh, dieweil
13. Cor da capo: Herrscher des Himmels, erhöre das Lallen

### Partea IV
1. Cor: Fallt mit Danken, fallt mit Loben
2. Recitativ (Evanghelist): Und da acht Tage um waren
3. Recitativ (Bas): Immanuel, o süßes Wort - Arioso (Soprană și Bas): Jesu, du mein liebstes Leben
4. Aria (Soprană): Flößt, mein Heiland, flößt dein Namen
5. Recitativ (Bas): Wohlan! dein Name soll allein - Arioso (Soprană): Jesu, meine Freud' und Wonne
6. Aria (Tenor): Ich will nur dir zu Ehren leben
7. Coral: Jesus richte mein Beginnen

### Partea V
1. Cor: Ehre sei dir, Gott, gesungen
2. Recitativ (Evanghelist): Da Jesus geboren war zu Bethlehem
3. Cor: Wo ist der neugeborne König der Juden - Recitativ (Alto): Sucht ihn in meiner Brust - Cor: Wir haben seinen Stern gesehen
4. Coral: Dein Glanz all' Finsternis verzehrt
5. Aria (Bas): Erleucht' auch meine finstre Sinnen
6. Recitativ (Evanghelist): Da das der König Herodes hörte
7. Recitativ (Alto): Warum wollt ihr erschrecken
8. Recitativ (Evanghelist): Und ließ versammeln alle Hohenpriester
9. Trio (Soprană, Alto și Tenor): Ach! wann wird die Zeit erscheinen?
10. Recitativ (Alto): Mein Liebster herrschet schon
11. Coral: Zwar ist solche Herzensstube

### Partea VI
1. Cor: Herr, wenn die stolzen Feinde schnauben
2. Recitativ (Evanghelist): Da berief Herodes die Weisen heimlich - Irod (Bas): Ziehet hin und forschet fleißig
3. Recitativ (Soprană): Du Falscher, suche nur den Herrn zu fällen
4. Aria (Soprană): Nur ein Wink von seinen Händen
5. Recitativ (Evanghelist): Als sie nun den König gehöret hatten
6. Coral: Ich steh an deiner Krippen hier
7. Recitativ (Evanghelist): Und Gott befahl ihnen im Traum'
8. Recitativ (Tenor): So geht! Genug, mein Schatz geht nicht von hier
9. Aria (Tenor): Nun mögt ihr stolzen Feinde schrecken
10. Recitativ (SATB): Was will der Höllen Schrecken nun
11. Coral: Nun seid ihr wohl gerochen